# Powieść o Płanetniku
Powieść o Płanetniku – baśń poetycka Antoniego Langego napisana podczas pobytu w Pieścidłach w 1895. Utwór ukazał się w drugim tomie Poezyj z 1898. Powieść stylizowana została na piosenkę ludową. Znamienna jest w tym przypadku również dedykacja dla warszawskiego bajkopisarza Artura Oppmana (Or-Ot).
Znanym ze starosłowiańskich podań płanetnikiem jest w utworze Jasiu - jednostka wyobcowana i wrażliwa (prawdopodobnie poeta, bądź nawet parte-parole samego autora), która porzuciła spokojne życie u boku kochanki i rodziny, aby ruszyć w świat w poszukiwaniu ideału. Jasiu, żyjąc samotnie na łonie przyrody, spotyka wreszcie dziwożonę, która zwabia go obietnicą szczęścia: Poznasz wszystkie szczęścia gaje; uczuć maje, prawdy raje. Za każdym razem kiedy płanetnik próbuje zbliżyć się jednak do zjawy, ta ucieka przybierając kolejno postaci: ptaszka, gołębicy, rybki, kaczora, motyla, łabędzia, barwy, melodii, żmii, kwiatka, a na koniec niedostępnej gwiazdki.
Powieść o Płanetniku jest więc utworem o niemożności osiągnięcia idealnego oblicza spraw ziemskich; temat ten w późniejszym czasie przewijał się w wielu innych dziełach Langego, min. w cyklu Vita Nova, powieści Miranda czy w Rozmyślaniach.